# جيرارد مول
جيرارد مول (بالهولندية: Gerrit Moll)‏ (و. 1785 – 1838 م) هو رياضياتي، وفيزيائي، وعالم فلك، وأستاذ جامعي من هولندا . ولد في أمستردام . وكان عضواً في الأكاديمية الملكية الهولندية للفنون والعلوم .
توفي في أمستردام ، عن عمر يناهز 53 عاماً.